# Spring Day
Spring Day (봄날?, BomnalLR) è un brano musicale del gruppo sudcoreano BTS, pubblicato il 13 febbraio 2017 come quindicesima traccia della riedizione di Wings, You Never Walk Alone, e utilizzato come prima canzone promozionale del disco.
Spring Day si è classificata prima sulla Gaon Chart e a fine 2021 ha raggiunto 5 milioni di download. Scelta come canzone dell'anno ai Melon Music Award 2017, ha ricevuto il plauso della critica per i testi sentimentali sulla perdita di una persona cara, generalmente interpretati come una dedica alle vittime del naufragio del Sewol, ed è stata indicata in diverse pubblicazioni come brano rappresentativo del gruppo. Billboard l'ha inserita tra le cento canzoni K-pop migliori degli anni 2010, mentre Rolling Stone nella lista delle 75 canzoni delle boy band più belle di sempre. Il videoclip, contenente numerosi simbolismi sulla morte e la vita nell'aldilà, ha vinto il premio di miglior video musicale agli Mnet Asian Music Award 2017.

## Pubblicazione
Spring Day è stata annunciata il 7 febbraio 2017 quando i BTS hanno pubblicato la lista tracce di You Never Walk Alone, riedizione del loro quarto album in studio Wings, e il 10 febbraio è stata confermata come suo brano apripista, venendo commercializzata per il download digitale e lo streaming tre giorni dopo, in concomitanza con l'uscita del disco. Una versione in giapponese è stata pubblicata il 10 maggio 2017 come terza traccia del CD singolo Chi, ase, namida, e successivamente inclusa nell'album del 2018 Face Yourself. Un remix intitolato Spring Day (Brit Rock Remix), portato per la prima e unica volta al festival musicale KBS Gayo Daechukje del 29 dicembre 2017, è stato reso disponibile gratuitamente su SoundCloud il 4 giugno 2018 nell'ambito dei festeggiamenti per il quinto anniversario del gruppo. Una versione demo scritta da V è contenuta nel terzo CD di Proof, l'antologia pubblicata dal gruppo il 10 giugno 2022 per il suo nono anniversario.

## Descrizione

### Musica
Spring Day è una power ballad mid-tempo alternative hip hop, con influenze provenienti da rock britannico e musica elettronica. È scritta in mi bemolle maggiore, con un tempo di 108 battiti per minuto. Ha una forma strofa-ritornello in cui le strofe seguono una progressione armonica si♭-sol m-do m/do m7-la♭, mentre i ritornelli si♭-sol m-la♭-la♭ m; l'estensione vocale spazia tra si3 e si5. La base è rock e la strumentazione consiste prevalentemente di tastiera, sintetizzatore, chitarra e basso; la produzione utilizza synth EDM, bassi compressi e pianoforte, oltre a percussioni "meccaniche e sibilanti" e suoni elettronici "lamentosi" che creano "un airlock avvolgente". La melodia è stata scritta tra novembre e dicembre del 2016 dal leader dei BTS Rap Monster durante una passeggiata al Saetgang Eco Park di Yeouido, prendendo ispirazione dalle foglie secche fatte cadere dal vento. La prima frase del ritornello all'inizio recitava, conseguentemente, "le foglie stanno cadendo", ma in seguito è stata cambiata ne "i fiocchi di neve stanno cadendo" per adattarsi all'inverno, periodo in cui Spring Day è stata pubblicata. J-Hope, che canta anziché rappare come di consueto, fornisce l'armonia principale, affiancato da Suga e Rap Monster.

### Testo
Sulla nascita del pezzo, il produttore Pdogg ha raccontato: "Stavo cercando di creare una canzone allegra e leggera, ma il clima sociale dell'epoca e la solidarietà non erano sullo stesso livello. Ho creato questa canzone perché volevamo un pezzo che avrebbe confortato gli altri". Nello scrivere il testo, Suga si è ispirato al risentimento verso un caro amico con cui aveva perso i contatti per svariati motivi, mentre Rap Monster, che ha firmato il ritornello, il proprio rap e metà delle parole, ha pensato ai compagni delle scuole medie e superiori che non sentiva da tempo, e ha paragonato l'atmosfera della canzone a quelle di due loro pezzi precedenti, I Need U e Run. Jin ha scritto i versi conclusivi.
Liricamente, Spring Day illustra la perdita di qualcuno con cui non si è sicuri di potersi riconciliare o ricongiungere, e le lotte interiori con i sentimenti che ne derivano, parlando di amicizie perdute, del passare del tempo e dello smarrimento di parti di sé dovuto alla crescita. Nel ritornello, interrogativo e rassegnato, viene ripetuta frequentemente la frase "voglio vederti" (보고싶다?, bogosipdaLR). Le stagioni sono utilizzate come metafora per descrivere l'assenza delle persone amate, che viene paragonata ad un inverno interiore. La neve funge da veicolo per esplorare i temi del desiderio, della perdita e del dolore, con versi come "Voglio stringerti la mano e andare dall'altra parte della Terra / Voglio mettere fine a questo inverno / Per quanto ancora la nostalgia deve accumularsi a terra come neve / prima che i giorni di primavera arrivino?", e "Oltrepassando il ciglio dell'inverno gelido / fino ai giorni primaverili / fino ai giorni dello sbocciare dei fiori / per favore rimani / per favore rimani lì ancora un po'", esprimendo il desiderio di potersi rivedere al ritorno della primavera. La frase "come uno snowpiercer, sono stato lasciato da solo" è un riferimento al film Snowpiercer di Bong Joon-ho (2013), mentre "odio anche questo momento che sta passando" suggerisce un senso di caducità della vita. Il testo affronta anche tematiche legate alla salute mentale e alla depressione. Sul finire della canzone, la band invita a non perdere la speranza che avvenga un ricongiungimento, cantando "nessuna oscurità, nessuna stagione / può durare per sempre".

### Demo di V
La demo di V è un pezzo pop allegro abbastanza diverso dalla versione finale di Spring Day, composto pensando all'immagine del cielo che si schiarisce dopo essersi lasciati alle spalle una sensazione di gelo e malinconia, abbracciando l'idea che il futuro sarà migliore. Nonostante le reazioni positive dei produttori e dell'etichetta discografica, è stata subito scartata quando Rap Monster ha presentato la propria versione della melodia, che V ha descritto come avente "un'ambientazione precedente alla mia: prima che il cielo si schiarisca".

## Video musicale
Il video musicale è stato caricato su YouTube alla mezzanotte del 13 febbraio 2017 (secondo il fuso orario sudcoreano). È diretto da Choi Yong-seok dello studio Lumpens, con Lee Won-ju come assistente alla regia; il personale comprende anche Nam Hyun-woo dello studio GDW come direttore della fotografia, Park Jin-sil come direttore artistico, Song Hyun-suk come tecnico delle luci e Emma Sung-eun Kim come produttrice. Le riprese si sono svolte a Hwaseong, Yangju (alla cui stazione dismessa di Iryeong è stata girata la sequenza introduttiva) e Jumunjin (Gangneung).
La clip si apre con i BTS separati in diverse località: V, in una stazione ferroviaria, appoggia l'orecchio sui binari innevati per ascoltare il rumore del treno in arrivo; Jimin è seduto in riva al mare; Jung Kook è a bordo di un treno vuoto che corre tra i campi coperti di neve, mentre Rap Monster è in piedi in uno scompartimento che trasporta le valigie di passeggeri assenti. Percorso il corridoio, egli apre la porta verso un'altra carrozza e si ritrova di fronte a un edificio con le insegne "Omelas" e "No vacancy" ("Al completo"), all'esterno del quale Suga e J-Hope sono seduti in attesa. L'ingresso di Rap Monster nel fabbricato è seguito da alcune sequenze di ricordi al rallentatore in cui i sette ragazzi fanno festa insieme, lanciandosi delle torte in faccia e accendendo stelline pirotecniche sul dolce, ma osservandole hanno espressioni tetre ed infelici. Rap Monster, Suga e J-Hope vengono poi mostrati in piedi all'esterno di "Omelas" con la neve attorno a loro; Jin osserva gli amici salire una rampa di scale abbandonandolo sul pianerottolo; Jung Kook, invece, è in piedi davanti a una giostra arrugginita, e Jimin raccoglie un paio di scarpe dalla battigia. Jin che fa partire una lavatrice a gettoni nella lavanderia di "Omelas" anticipa una serie di scene buie in cui Suga rappa seduto sopra a un enorme cumulo di vestiti sporchi, J-Hope gioca con un aeroplanino di carta sul tetto del treno, e Jung Kook abbandona il suo posto davanti alla giostra, ora coperta di nastri gialli, percorrendo di corsa il corridoio del treno vuoto e finendo nella lavanderia. Uscendo dal locale, si riunisce agli altri membri dei BTS, dando il via ad una sequenza di scene più luminose che si conclude all'aperto, in un campo dove la neve invernale ha iniziato a sciogliersi e un albero spoglio si staglia solitario. I ragazzi si dirigono insieme verso la pianta, ma un'inquadratura discreta mostra che l'unico fisicamente presente sulla scena è Jimin, il quale appende ai rami le scarpe che aveva recuperato dal mare. La clip si conclude con l'albero che mette le foglie.

### Interpretazione
Il video esplora i concetti di giovinezza, morte, amicizie perdute, vita nell'aldilà ed estremo saluto attraverso dei simbolismi, oltre a ritrarre il sostegno tra pari e i sentimenti di perdita, nostalgia, empatia e dedizione. Utilizzando altri quattro media artistici, mostra come sia possibile ricordare il sacrificio dei più deboli e allo stesso tempo intraprendere delle azioni collettive.
Il primo medium è la novella Quelli che si allontanano da Omelas di Ursula K. Le Guin, il cui conflitto etico viene proiettato sui personaggi di Spring Day. L'idea di utilizzarla è stata di Bang Si-hyuk, ispirato dai meno fortunati che nel romanzo sono le vittime. Attraverso il linguaggio figurato, la clip sembra suggerire che i BTS interpretino quegli abitanti della città utopistica di Omelas che, venuti a sapere che la felicità del luogo dipende dalla sofferenza costante di un solo bambino rinchiuso in uno scantinato (rappresentato, secondo un'interpretazione, da Jin), decidono di andarsene per raggiungere un posto migliore, simboleggiato nella canzone dal "giorno di primavera". Contrariamente alla novella, in cui coloro che lasciano Omelas sono sempre da soli, il video rappresenta un gruppo di ragazzi che se ne vanno insieme in solidarietà, ricollegandosi al titolo dell'album, You Never Walk Alone.

La scala di Penrose.

Il secondo medium è il film Snowpiercer di Bong Joon-ho, anche menzionato direttamente nel testo. Con Spring Day condivide l'ambientazione invernale e ferroviaria, e sul treno della pellicola i passeggeri sono divisi in classi sociali in base alla carrozza: Snowpiercer enfatizzerebbe quindi le gerarchie di potere e l'egoismo umano che impedisce agli abitanti di Omelas di interrompere il circolo vizioso che condanna il bambino a sacrificarsi per la loro felicità. Il fatto che stiano partecipando alla perpetuazione della struttura sociale è simboleggiato più chiaramente dal terzo medium contenuto nel video, l'illusione ottica della scala di Penrose. Il quarto e ultimo medium, riprodotto nel momento in cui Spring Day raggiunge il climax, è l'installazione Personnes di Christian Boltanski, un enorme cumulo di vestiti usati e abbandonati, che rappresenterebbe i ricordi con gli amici che non si possono più rivedere, sottolineando il collegamento perpetuo tra vita e morte.

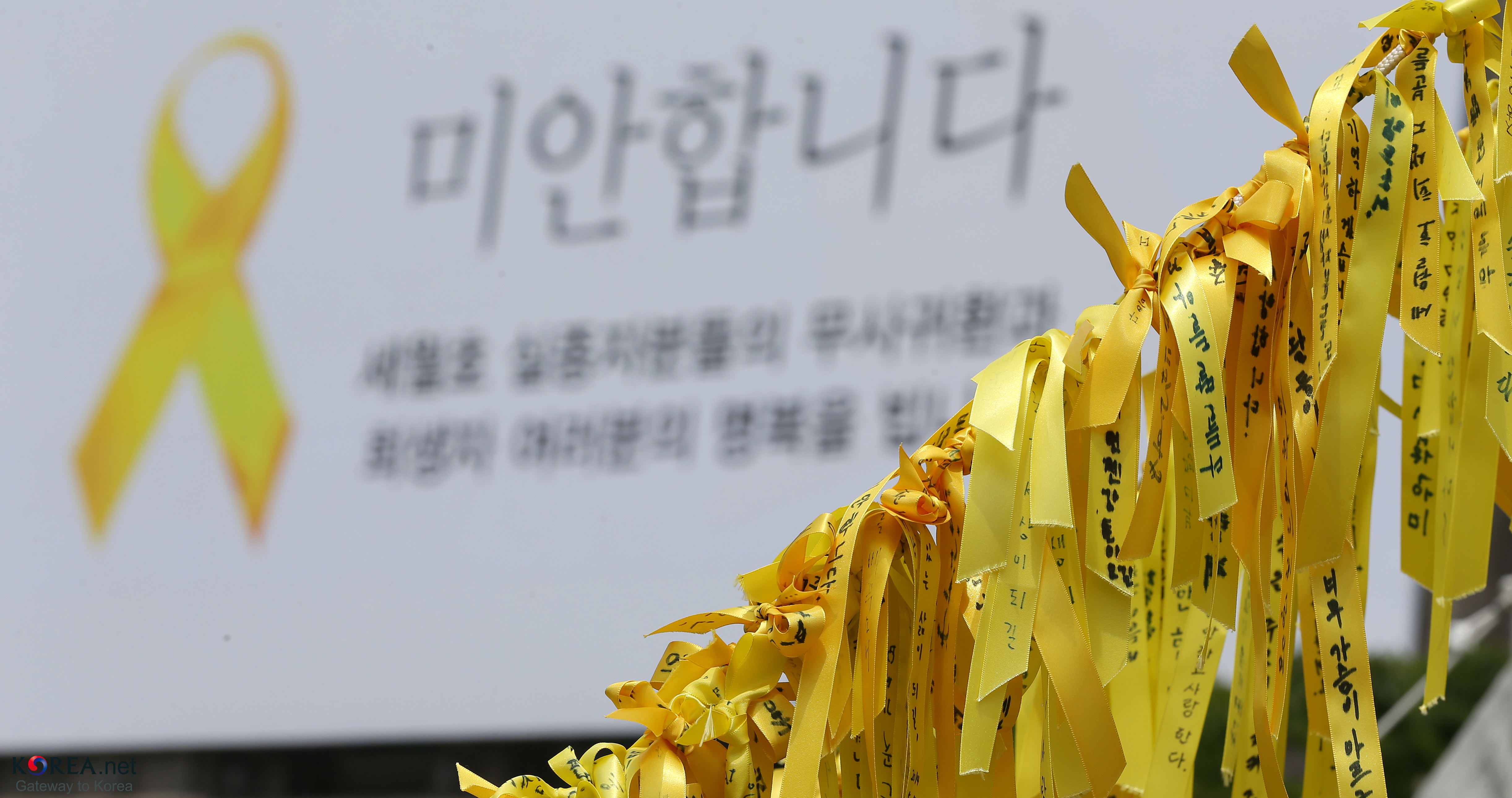
Nastri gialli appesi per commemorare le vittime del naufragio del Sewol.

Molti fan e testate giornalistiche hanno speculato che la clip sia ispirata e dedicata al naufragio del Sewol del 16 aprile 2014, le cui 304 vittime, prevalentemente studenti in gita, sarebbero state equiparate al bambino di Omelas. Le scarpe appese all'albero e i nastri gialli che penzolano dalla giostra arrugginita fungerebbero da simbolo per commemorarne il decesso, l'orologio fermo sulle 9:35 nella scena della lavanderia sarebbe un ulteriore legame con l'accaduto, essendo l'orario in cui venne annunciato l'affondamento, e i portelli delle lavatrici corrisponderebbero agli oblò del traghetto. Su di essi appare la frase "Don't Forget" ("Non dimenticate"), divenuta una delle richieste rappresentative della vicenda, ed è stato inoltre notato che il fischio del treno all'inizio del video somigli al suono emesso dai sommozzatori quando s'immergono. Nell'interpretazione di Jungyoon Chang, il video musicale di Spring Day "critica l'egoismo di coloro che danno il sacrificio di una minoranza per scontato o inevitabile, e chiede alle persone di considerare la responsabilità che hanno di agire, e lenisce calorosamente il dolore e la sofferenza causati dal disastro del traghetto Sewol". Il ragazzo sulla spiaggia, che all'inizio del video simboleggerebbe le vittime, si trasformerebbe verso la fine nella determinazione a non dimenticarle quando spalanca la porta del treno, guidando gli altri all'esterno e appendendo le scarpe all'albero.
Interrogati sul possibile legame tra Spring Day e il naufragio, i BTS hanno dato risposte caute, senza confermare né negare apertamente il collegamento. Alla conferenza stampa del Wings Tour, Rap Monster ha dichiarato che il video si concentra sull'espressione visiva della canzone, e di voler lasciare l'interpretazione allo spettatore, siccome può variare in base ai punti di vista. Alla domanda di Esquire se Spring Day fosse relativa a un evento specifico, Jin ha risposto che "è su un evento triste, [...] ma anche sulla nostalgia".

### Accoglienza
Il contenuto simbolico è stato lodato dalla critica, con Riddhi Chakraborty di Rolling Stone India che l'ha reputato "forse uno dei video più toccanti della carriera dei BTS". Tamar Herman di Billboard l'ha descritto come un riflesso del titolo dell'album, aggiungendo che "trasmuta Spring Day da canzone d'amore a ode dedicata ai defunti". Emlyn Travis di PopCrush ha valutato che "cattura in modo sbalorditivo [...] l'idea di una perdita dell'innocenza che cambia la vita di una persona per sempre". Su Dazed, Taylor Glasby ne ha parlato come di un "cinematico paesaggio al rallentatore di ricordi e desideri" i cui "momenti più evocativi in modo devastante" sono "silenziosamente semplici, come V che ascolta i binari del treno o Jimin che stringe delle scarpe abbandonate su una spiaggia vuota". Rolling Stone India ha paragonato i personaggi interpretati dai BTS nel video ai bambini perduti dell'Isola che non c'è, per lo "stile fanciullesco e il legame reciproco mentre attraversano un paesaggio magico oltre la portata del tempo e dell'umanità" andando "oltre la morte in un aldilà di eterna giovinezza grazie al potere della memoria". Mary Siroky di Consequence l'ha definito un "viaggio cinematografico" che "ritrae abilmente il viaggio non lineare verso la guarigione". Il 4 dicembre 2017 è stato eletto Miglior video musicale dell'anno agli Mnet Asian Music Award.
Quello di Spring Day è stato il video musicale di un gruppo K-pop che ha raccolto più velocemente 10 milioni (in 26 ore e 38 minuti) e 20 milioni di visualizzazioni (in 3 giorni, 15 ore e 50 minuti), record che ha detenuto per una settimana, quando sono stati infranti dal brano successivo del gruppo, Not Today. Il 19 luglio 2017 ha superato 100 milioni di visualizzazioni, e nel complesso è stato il sesto video musicale K-pop più visto dell'anno, con oltre 138 milioni di contatti. Dal caricamento al 23 dicembre 2022 ha accumulato 500 milioni di riproduzioni.

## Esibizioni dal vivo

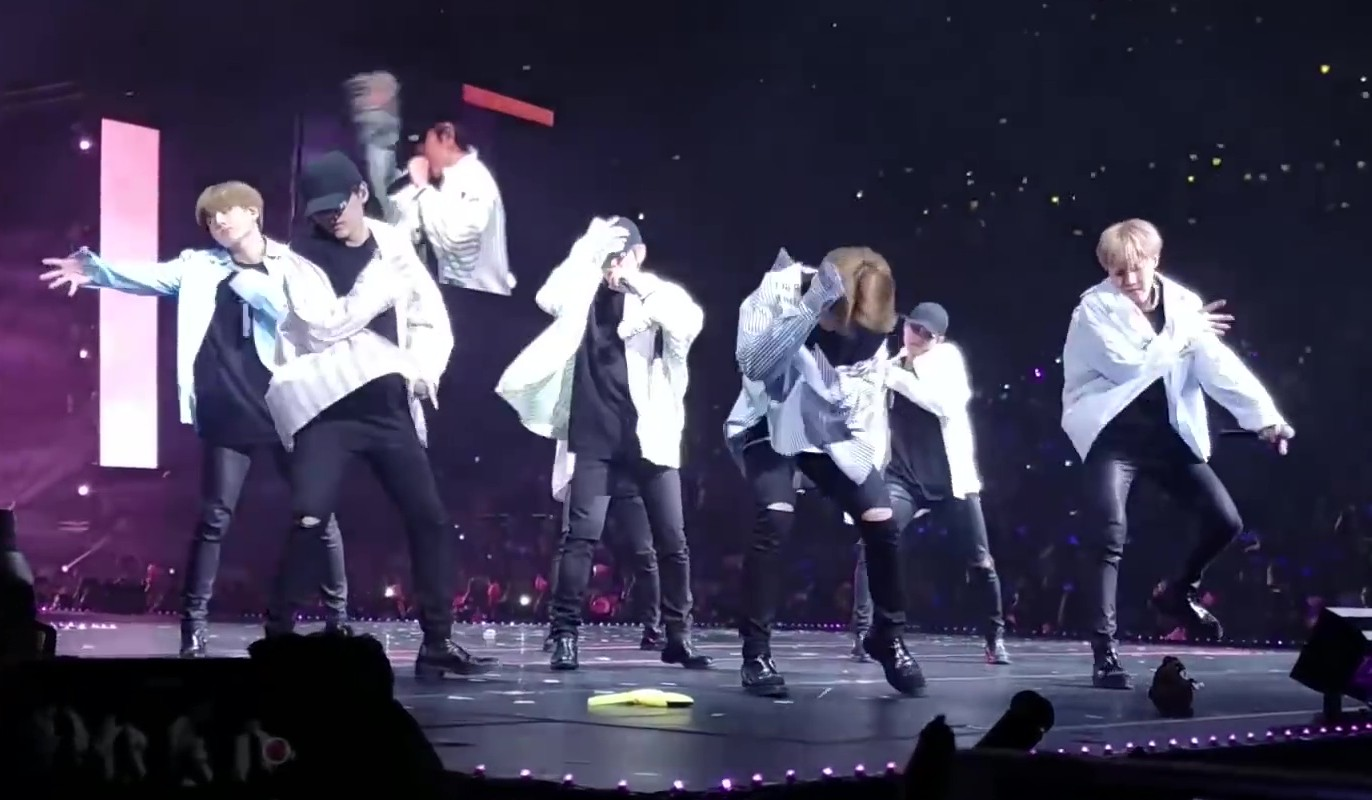
I BTS eseguono Spring Day durante la tappa del Wings Tour ad Anaheim, 2 aprile 2017.

La coreografia di Spring Day è un numero di danza moderna con movimenti che richiamano la caduta dei petali dei fiori. La prima esibizione dal vivo è avvenuta il 18 febbraio 2017 al Gocheok Sky Dome di Seul durante la prima tappa del Wings Tour, che è poi continuato nelle Americhe e in Asia. È stata eseguita in televisione a programmi musicali come M Countdown, Music Bank e Inkigayo dal 23 febbraio all'8 marzo, e ha fatto parte della scaletta del concerto per il loro quarto anniversario, tenutosi il 13 giugno 2017.
I BTS sono saliti con Spring Day sul palco dei Melon Music Award il 2 dicembre 2017, del festival musicale KBS Gayo Daechukje il 29 dicembre, e dei Golden Disc Award il 10 gennaio 2018, accompagnati in quest'ultimo caso da un'orchestra live.
L'hanno successivamente eseguita dal vivo il 7 giugno 2020 durante la chiusura dell'evento online di YouTube Dear Class of 2020, al termine del loro concerto online Bang Bang Con: The Live il 14 giugno 2020 e come parte della scaletta dell'iHeart Radio Music Festival il 19 settembre 2020. Due giorni dopo hanno partecipato alla serie Tiny Desk Concerts della NPR, accompagnati in una versione acustica da un complesso live. Nel 2021-2022 è stata uno dei loro numeri finali nella serie di concerti Permission to Dance On Stage.

## Accoglienza
Spring Day è stata accolta positivamente dalla critica, ed eletta Canzone dell'anno ai Melon Music Award 2017. Jeff Benjamin di Billboard ha lodato il testo e l'esecuzione, scrivendo che "ha mostrato un punto di svolta artistico per la band, che ha ora superato un chiodo fisso con la propria musica e i propri testi, mentre i ragazzi hanno gettato le basi per il loro materiale finora più grandioso". In un'altra recensione per la stessa testata, ha affermato che, mentre tiene il passo con "i beat schietti, le voci di burro e i versi rap vibranti – come ci si aspetterebbe da qualunque opera dei BTS – sono una maturità e un'illuminazione appena scoperte a far spiccare così tanto il singolo". Caitlin Kelley, sempre per Billboard, l'ha citata tra le loro canzoni migliori e ha scritto che "racchiude una sberla emotiva mentre i testi ruotano attorno alla fase in cui si fanno i conti con l'assenza di una persona cara". Jacques Peterson di Idolator ha detto che il gruppo "ha toccato i cuori nel profondo con questa hit", considerandola "la risposta K-pop al classico di Mariah Carey One Sweet Day". Su The Malaysia Star, Chester Chin ha ritenuto che sia il pezzo "più vulnerabile" di You Never Walk Alone, che "vede i ragazzi mettere a nudo la loro anima, gettando luce su un lato più sentimentale del gruppo". Theresa Reyes di Vice è rimasta colpita dalle "complesse metafore sull'amore, la vita e la morte della ballata"; anche Malvika Padin di Clash l'ha apprezzata e considerata "sempre emotiva". Yim Hyun-su del Korea Herald l'ha valutata positivamente, scrivendo che "ha delle belle melodie senza essere troppo sdolcinata, mentre voci nitide e riff di chitarra puliti aiutati da testi sentimentali facilitano l'ascolto"; Ahn Sung-mi, sulla stessa testata, l'ha descritta come "una melodia pop rock emozionante", mentre Taylor Glasby di Dazed come "uno studio intelligente, convincente ed elegantemente misurato sulla perdita e la brama" che "evita deliberatamente cliché e dramma", complimentando la "presenza chiara e magnetica" del gruppo. L'ha ulteriormente definita una "ballata epica" in un pezzo per Vogue.
Jung Hyo-bum di IZM l'ha acclamata sottolineando "l'alto grado di perfezione" della musica, e l'ha considerata "una progressione poetica liscia, una melodia orecchiabile, e una canzone lirica che attraversa le generazioni", aggiungendo: "È una sensibilità delicata e triste diversa dall'intenso stile hip-hop dei BTS. Tra le canzoni che hanno pubblicato quest'anno, Spring Day è stata il motivo per cui hanno ricevuto costantemente l'amore del pubblico". Mary Siroky di Consequence ha scritto che il sentimento dei versi "Forse i ciliegi stanno sbocciando e l'inverno sta finendo" "trascende cultura e lingua, ed è l'epitome di ciò che rende l'ampiezza della discografia dei BTS così speciale". Recensendo per Vulture, T.K. Park e Kim Young-dae hanno opinato che il pezzo abbia "aperto un nuovo capitolo nell'estetica dei BTS sostituendo il loro precedente biglietto da visita hip-hop con il romanticismo del pop e del rock", aggiungendo che "ciascuna componente della canzone contiene una melodia chiara, evocando nostalgia e brama schiaccianti". Kim ha inoltre ritenuto che abbia segnato un'evoluzione nel lirismo della band, attirando fan oltre i confini generazionali, e l'ha definita "una delle canzoni più importanti della carriera dei BTS". Lee So-ra dell'Hankook Ilbo l'ha indicata tra le canzoni rappresentative del gruppo, che ha qui "mostrato una musicalità ampliata con un rilassato hip hop lirico". Rhian Daly di NME l'ha identificata come loro brano migliore descrivendola come "assolutamente stupenda, un pezzo commovente di alt-pop", lodandone il testo e aggiungendo che è "un classico – un gioiello scintillante in una corona canonica abbagliante di gemme". Nel 2020 Rolling Stone India l'ha inserita al primo posto nella lista delle cento migliori canzoni pubblicate dal gruppo nei primi sette anni della sua carriera. Una valutazione analoga è stata data nel 2022 da Natalie Morin di Rolling Stone, per cui "il sentimento perenne [dei testi] confeziona un pugno emotivo che è universale, trascendendo paese, cultura, e lingua".
Sia Billboard che Dazed e IZM hanno scelto Spring Day come una delle canzoni K-pop migliori del 2017. Nell'inserirla, inoltre, tra le cento canzoni K-pop migliori degli anni 2010, Billboard ha scritto che "la sua esistenza è probabilmente la rappresentazione più accurata della maestria dei BTS", e ne ha parlato come di "uno studio commovente e viscerale sulla sfida molto umana dello scendere a patti con una grande perdita. Tutto di Spring Day tocca crudelmente un nervo teso: i testi che vivisezionano la perdita, i leitmotiv della rievocazione, e lo spettro incombente di qualcosa di sinistro nel video. Tutto questo conduce al momento agrodolce dei ragazzi che si riuniscono, quando finalmente vanno avanti insieme. In questo viaggio della crescita, non si cammina mai da soli". È anche apparsa in 19ª posizione nella lista delle 75 canzoni delle boy band più belle di sempre compilata da Rolling Stone nel luglio 2020: la rivista l'ha giudicata una "traccia tenera piena zeppa [...] di testi dolorosamente reali sulla perdita e la sofferenza", in cui il gruppo ha sfidato la percezione che le boy band possano essere toccanti solo quando parlano di una relazione finita, e ha definito "senza tempo" il sentimento incarnato dai versi "Tu sai tutto / Sei il mio migliore amico / Il sole sorgerà ancora / Nessuna oscurità, nessuna stagione / può durare per sempre". Nel 2021, Melon l'ha scelta come 32ª miglior canzone K-pop pubblicata fino a quel momento, reputando che, tramite essa, "i BTS sono riusciti a dispiegare la storia di crescita che hanno costruito sin dal loro debutto con ali di positività, conforto e speranza". Nel 2023 Rolling Stone l'ha inserita al 4º posto nella classifica delle 100 canzoni pop coreane migliori di sempre, scrivendo che "è un esempio brillante dell'abilità unica dei BTS di ricapitolare emozioni complesse in canzoni pop universali".

## Formazione
- Jin – voce
- Suga – rap, scrittura
- J-Hope – voce
- Rap Monster – rap, scrittura
- Jimin – voce
- V – voce
- Jung Kook – voce, ritornello

### Produzione
Versione originale e giapponese
- Adora – scrittura
- "Hitman" Bang – scrittura
- Peter Ibsen – scrittura, registrazione
- Jung Jae-pil – chitarra
- Jung Woo-young – registrazione
- KM-Markit – traduzione in giapponese
- Lee Joo-young – basso
- Pdogg – produzione, scrittura, tastiera, sintetizzatore, arrangiamento voci e rap, registrazione
- James F. Reynolds – missaggio
- Arlissa Ruppert – scrittura, ritornello

Brit Rock Remix
- Adora – scrittura
- "Hitman" Bang – produzione, scrittura
- BTS Band "Ghost" – esecuzione
- Docskim – arrangiamento band
- Khan – arrangiamento band
- Hiss noise – programmazione ritmi aggiuntivi
- Peter Ibsen – scrittura
- Pdogg – scrittura
- Arlissa Ruppert – scrittura
- Yang Ga – missaggio

Demo
- Adora – scrittura
- "Hitman" Bang – scrittura
- Hiss Noise – editing digitale
- Jeon Boo-yeon – editing digitale, missaggio
- Jeon Jae-hee – controcanto
- Jung Woo-young – registrazione
- Jung Kook – controcanto
- Nobody – basso
- Pdogg – produzione, scrittura, tastiera, sintetizzatore, arrangiamento voci e rap, registrazione
- V – scrittura, controcanto
- Young – chitarra

## Successo commerciale

### Corea del Sud
Appena uscita, Spring Day si è posizionata in vetta alle classifiche degli otto principali siti sudcoreani di musica online (Melon, Mnet, Olleh Music, Genie, Naver Music, Bugs, Soribada e Monkey3 Music), e un sovraccarico del traffico ha reso inaccessibile per venti minuti l'album su Melon. Da allora è la canzone con più presenze consecutive nella top 100 della piattaforma, essendoci rimasta, al 13 agosto 2024, per 2738 giorni ininterrotti; è figurata inoltre al 4º posto nella classifica del decennio 2010-2019. Nel tempo è entrata a far parte delle "carole primaverili", i brani che ogni anno appaiono o risalgono le classifiche sudcoreane con l'arrivo della bella stagione. Il 15 marzo 2022, Melon l'ha nominata canzone rappresentativa della primavera, essendo apparsa nella top 100 mensile del periodo marzo-maggio ogni anno dalla sua uscita, e il 13 agosto 2024 è diventata la prima canzone a superare un miliardo di riproduzioni sulla piattaforma.
Sulla Gaon Chart settimanale ha debuttato al primo posto, vendendo 215 224 unità digitali. È figurata in sesta posizione nella classifica mensile di febbraio, registrando 332 416 download, e alla tredicesima di quella complessiva del 2017. Nel suo anno di uscita ha raccolto 1 534 438 download, superando i 2,5 milioni a settembre 2018. A fine 2021 ha raggiunto 5 milioni di download.

### Resto del mondo
Spring Day è stata la prima canzone di un gruppo K-pop a entrare nella top 10 della classifica statunitense di iTunes. Pur senza alcun supporto promozionale nel Paese e nonostante sia stata pubblicata di domenica, due giorni dopo l'inizio della settimana di rilevazione dei dati musicali, ha debuttato alla posizione 15 della Bubbling Under Hot 100 e alla prima posizione della Billboard World Digital Songs, registrando 14 000 download.
In Giappone, il 27 gennaio 2022 è stata certificata disco d'oro dalla Recording Industry Association of Japan per aver raggiunto 50 milioni di riproduzioni, mentre il 28 marzo 2024 le è stato assegnato il disco di platino al conseguimento dei 100 milioni di ascolti.
Tra il 12 e il 14 dicembre 2023 è risalita in vetta alla classifica dei singoli più venduti su iTunes in 83 Paesi tra cui Stati Uniti, Giappone, Regno Unito e Francia dopo l'arruolamento del gruppo per la leva militare. È conseguentemente rientrata nelle classifiche di Billboard Digital Song Sales al 5º posto e World Digital Song Sales al 1º posto.

## Classifiche

### Classifiche settimanali
| Classifica (2017-22)  | Posizione massima |
| --------------------- | ----------------- |
| Canada                | 100               |
| Corea del Sud         | 1                 |
| Filippine             | 56                |
| Malaysia              | 9                 |
| Stati Uniti d'America | 115               |
| Vietnam               | 48                |

### Classifiche di fine anno
| Classifica (2017) | Posizione |
| ----------------- | --------- |
| Corea del Sud     | 13        |
| Classifica (2018) | Posizione |
| Corea del Sud     | 31        |
| Classifica (2019) | Posizione |
| Corea del Sud     | 48        |
| Classifica (2020) | Posizione |
| Corea del Sud     | 47        |
| Classifica (2021) | Posizione |
| Corea del Sud     | 45        |
| Classifica (2022) | Posizione |
| Corea del Sud     | 76        |
| Classifica (2023) | Posizione |
| Corea del Sud     | 73        |
| Classifica (2024) | Posizione |
| Corea del Sud     | 76        |

## Riconoscimenti
- Gaon Chart Music Award

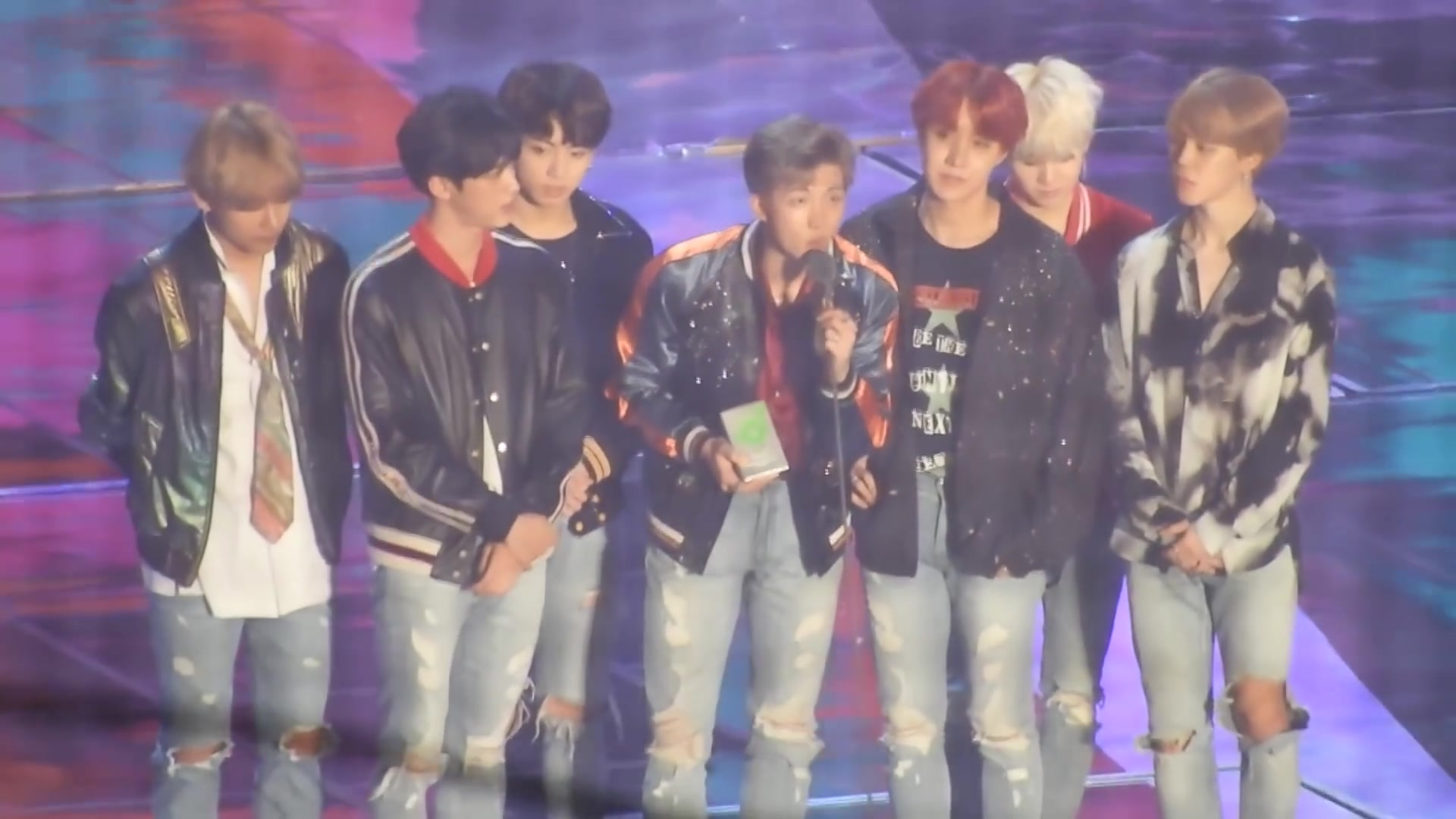
I BTS accettano il premio Canzone dell'anno per Spring Day ai Melon Music Award, 2 dicembre 2017.

  - 2018 – Candidatura Canzone dell'anno (febbraio)[133]
- Golden Disc Award
  - 2018 – Bonsang - sezione canzoni[134]
  - 2018 – Candidatura Daesang - sezione canzoni[135]
- Melon Music Award
  - 2017 – Canzone dell'anno[9]
- Melon Popularity Award
  - 2017 – Premio popolarità settimanale (20 febbraio)[136]
- Mnet Asian Music Award
  - 2017 – Miglior video musicale[16]

### Premi dei programmi musicali
- Inkigayo
  - 26 febbraio 2017[75]
- M Countdown
  - 23 febbraio 2017[73]
- Music Bank
  - 24 febbraio 2017[74]
- Show Champion
  - 22 febbraio 2017[137]

## Cover
Spring Day è stata coverizzata dai Cravity durante la 26ª edizione del Dream Concert il 26 luglio 2020, dai CIX per un segmento speciale di The Show il 15 dicembre seguente, e dai WeI a M Countdown il 25 dicembre dello stesso anno. La cantante Song So-hee ha invece interpretato un arrangiamento secondo i canoni della musica tradizionale coreana per la puntata di Burhu-ui myeonggok - Jeonseor-eul noraehada dedicata al produttore Pdogg, trasmessa il 14 novembre 2020.